# Adesmia kieslingii
Adesmia kieslingii es una especie de planta floral del género Adesmia, categorizada en la tribu Dalbergieae, de la familia Fabaceae.

## Distribución
Especie nativa de Bolivia. Crece en el bioma subártico.

## Taxonomía
Fue descrita por Ulibarri y publicada en Hickenia 3: 57 (2000).